# Malayathele kanching
Espèce
Malayathele kanching est une espèce d'araignées mygalomorphes de la famille des Euagridae.

## Distribution
Cette espèce est endémique du Selangor en Malaisie,. Elle se rencontre vers Kanching.

## Description
Le mâle holotype mesure 3,74 mm et la femelle paratype 5,20 mm.

## Étymologie
Son nom d'espèce lui a été donné en référence au lieu de sa découverte, Kanching.

## Publication originale
- Schwendinger, Lehmann-Graber, Hongpadharakiree & Syuhadah, 2020 : « New euagrid spider species from Thailand and Malaysia, and new localities of Leptothele bencha (Arachnida: Araneae). » Revue Suisse de Zoologie, vol. 127, no 2, p. 423-453.